# Myrmecia loweryi
Myrmecia loweryi is een mierensoort uit de onderfamilie van de Myrmeciinae. De wetenschappelijke naam van de soort is voor het eerst geldig gepubliceerd in 1991 door Ogata & Taylor.